# Мирный (Ульяновская область)
Мирный — посёлок, административный центр Мирновского сельского поселения Чердаклинского района Ульяновской области России.

## География
Расположен на шоссе Ульяновск-Димитровград-Самара, в 8 км к западу от пгт Чердаклы, в 22 км к востоку от областного центра.

## История
Основан в 1932 году, как поселение первого отделения совхоза «Чердаклинский». 
В 1940-х по 1950-х гг. — промсовхоз Спирттреста.
В 1950-х годах, как посёлок 2-я Бригада.
Указом ПВС РСФСР от 18 декабря 1962 года поселок первого отделения совхоза «Чердаклинский» переименован в посёлок Мирный.
В 1972 году посёлок Мирный стал административным центром Мирновского сельсовета, в который входили: с. Алексеевка, п. Ленинский, п. Лощина и с. Юрьевка. С 1976 года — п. Ленинский и п. Лощина.
В 2005 году посёлок стал центром Мирновского сельского поселения.
В 2007 году было основано ООО «Ульяновская птицефабрика».
В сентябре 2007 года компания Mars объявила о начале строительства новой фабрики по производству кормов для животных. 
В 2014 году, в центре иппотерапии “Лучик”, открыли памятник-бюст Денису Давыдову. 

## Население
| 2002 | 2010  |
| ---- | ----- |
| 3199 | ↘3111 |

Национальный состав
Согласно результатам переписи 2002 года, в национальной структуре населения русские составляли 63 % из 3199 человек.

## Известные люди
- Гарифулина, Нурдида Кияметдиновна — Герой Социалистического Труда, работала с 1936 по 1947 гг.[13];

## Религия
- 26 декабря 2008 года в посёлке была освящена молельная комната. 22 апреля 2009 года зарегистрирована местная православная религиозная организация прихода Храма в честь Святой Великомученицы Ирины, строительство которого началось в этом же году. Первоначально приход находился в ведении Симбирской кафедры. С июля 2012 года относится к Чердаклинскому благочинию Мелекесской епархии[14][15]. 9 июнь 2024 года Митрополит Симбирский и Новоспасский Лонгин совершил Великое освящение храма в честь святой великомученицы Ирины (Церковь Ирины Великомученицы)[16][17][18][19][20][21].

- В посёлке есть мечеть.

## Галерея
- Храм в честь Св. влч Ирины (южная сторона).
- Храм в честь Св. влч Ирины (восточная сторона).
- Храм в честь Св. влч Ирины (западная сторона).
- Храм в честь Св. влч Ирины (северная сторона).
- Храм в честь Святой Великомученицы Ирины.
- Дверь в Храм, с иконой св. влч Ириной.
- Въездные ворота к Храму.

## Улицы
- ул. 65 лет Победы, пл. Аэропортовая, ул. Восточная, ул. Дачная, Дачный пер., ул. Димитровградская, Заводской пер., Индустриальный, ул. Комсомольская, ул. Кооперативная, Лесной пер., ул. Луговая, ул. Марс, ул. Мира, ул. Мирная, ул. Молодежная, Моторный пер., ул. Новая, ул. Озерная, ул. Олимпийская, Первых резидентов, ул. Полевая, Полевой пер., Придорожный пер., ул. Пушкина, ул. Пядышева, ул. Рабочая, ул. Рябиновая, ул. Садовая, Садовый пер., ул. Советская, ул. Солнечная, Солнечный пер., ул. Спортивная, ул. Строителей, ул. Трудящихся, Фабричный пер., ул. Энтузиастов, ул. Южная[22].